# Bellver de Cerdanya
Pour les articles homonymes, voir Bellver.
Bellver de Cerdanya est une commune d'Espagne dans la communauté autonome de Catalogne, province de Lleida, de la comarque de Basse-Cerdagne.

## Entités de la population
| Anes                     | ?     |
| Baltarga                 | 38    |
| Beders                   | 14    |
| Bellver de Cerdanya      | 1 314 |
| Bor                      | 94    |
| Coborriu de Bellver      | 20    |
| Cortariu                 | 3     |
| Cortàs                   | 18    |
| Éller                    | 15    |
| Nas                      | 7     |
| Nèfol                    | 6     |
| Olià                     | 13    |
| Ordèn                    | 10    |
| Pedra                    | 13    |
| Pi                       | 84    |
| Riu de Santa Maria       | 95    |
| Sant Martí dels Castells | 0     |
| Santa Eugènia de Nerellà | 12    |
| Santa Magdalena de Talló | 7     |
| Talló                    | 31    |
| Talltendre               | 5     |
| Vilella                  | 7     |

## Géographie
Commune située dans les Pyrénées.

## Histoire
- 7 avril 1794 Combat de Bellver pendant la guerre du Roussillon.